# Река Тигр (созвездие)

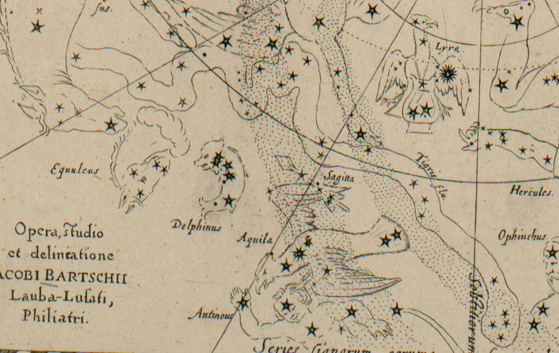

Река́ Тигр (лат. Tigris fluvius) — отменённое созвездие северного полушария неба. Предложено Планциусом в издании небесного атласа 1612 года под названием Tigris fluvius / Euphrates fluvius. Созвездие Река Тигр начиналось от Пегаса. У Планциуса имело, как уже было сказано, впадающий поток Евфрата, текущий от Лебедя. Далее простиралось до Змееносца, проходя через современную, тогда не существовавшую, Лисичку, извиваясь между Орлом и Лебедем. 
Созвездие было использовано Барчем, опубликовавшим его в своих небесных картах 1642 года. Он ассоциировал его с библейской рекой, омывающей сад Эдема.
Созвездие не нашло признания у астрономов и было забыто.